# Chisulì
I chisulì o chisói sono un prodotto dolciario tipico di Crema e del Cremasco, è presente una variante Bresciana tipica della Franciacorta, in particolare di Monterotondo (Passirano)

## Storia
È un piatto della tradizione contadina, tipico della cucina povera, di origini antiche e di cui è impossibile ricostruirne le origini.
Caratteristica particolare: viene pressoché servito sempre nel periodo di carnevale, analogamente ad altri prodotti della tradizione dolciaria italiana come gli struffoli o le frappe.

## Ingredienti
- farina tipo “0”
- 1 uovo
- zucchero
- scorza di limone
- lievito di birra
- latte
- sale
- bicarbonato di sodio
- uva passa o pezzetti di mela
- olio per la frittura

## Preparazione
Si tratta di un piatto piuttosto semplice: si amalgamano gli ingredienti cosicché da formare una pastella dalla consistenza morbida, semiliquida.
Quindi, si raccoglie la pastella, un cucchiaio alla volta, facendola cadere in un tegame dove frigge l'olio a temperatura elevata. Si crea così una frittella spugnosa, dorata esternamente.
Si servono cosparsi di abbondante zucchero a velo.